# Zabrze

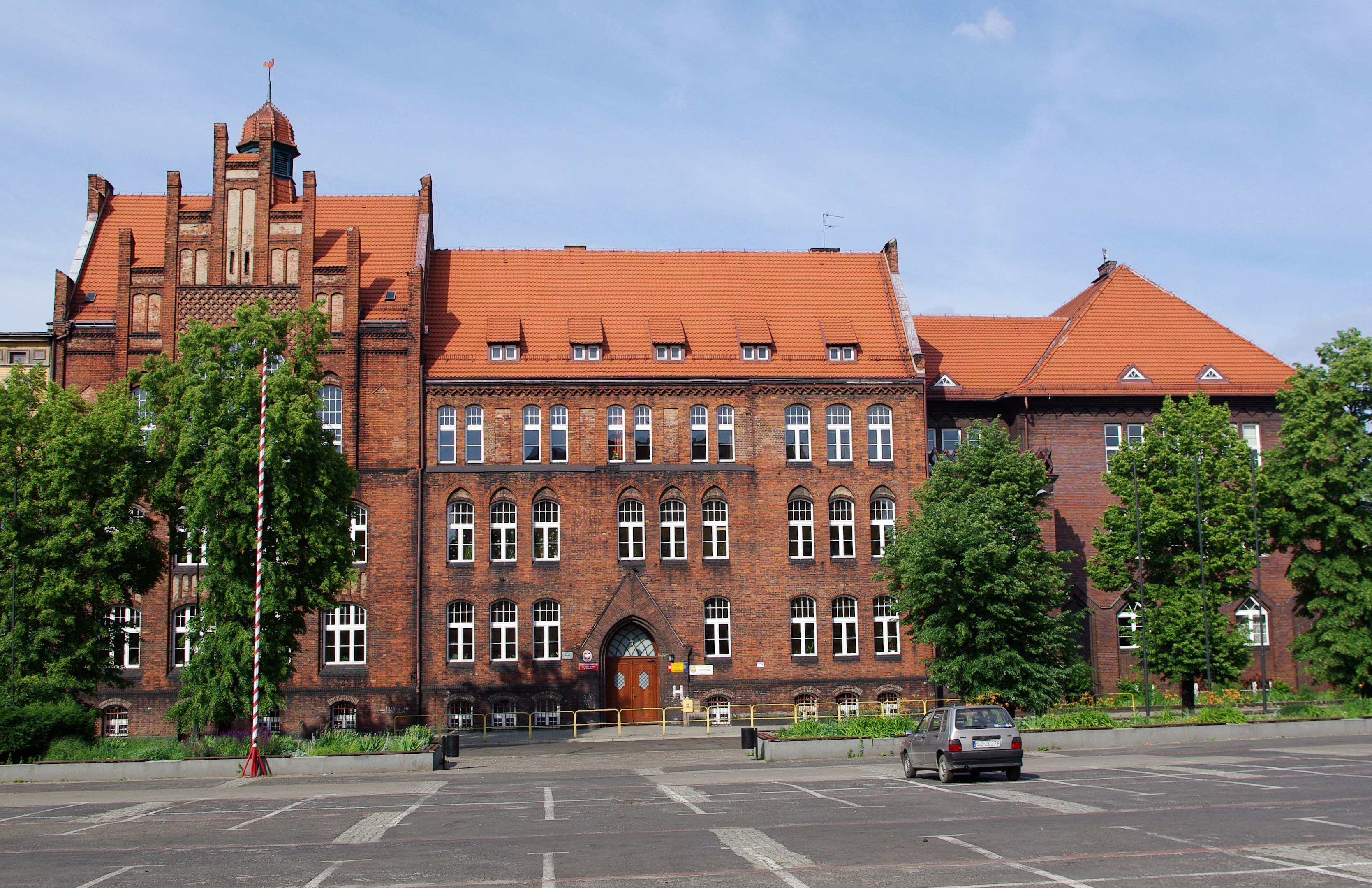
Lärarhögskolan (Nauczycielskie Kolegium Języków Obcych) i Zabrze.

Zabrze är en industristad i Schlesiens vojvodskap i södra Polen med 177 188 invånare (2014). Staden blev tillhörig Preussen 1742 och var i tyska händer till 1945 då den vid andra världskrigets slut tillföll Polen. Mellan 1915 och 1945 bar staden namnet Hindenburg O.S. (O.S. = Oberschlesien). Staden är vänort med Lund.